# Neodiaptomus
Neodiaptomus é um género de crustáceo da família Diaptomidae.
Este género contém as seguintes espécies:
- Neodiaptomus intermedius
- Neodiaptomus laii
- Neodiaptomus lymphatus
- Neodiaptomus physalipus